# Медведев, Георгий Александрович
Георгий Александрович Медведев (1912 — ?) — советский футболист, защитник, полузащитник
В 1934—1935 был в составе «Динамо» Минск. В 1936—1937 и 1939 годах играл за ленинградский клуб «Красная заря»/«Электрик» — 29 матчей. В 1940 году за ленинградский «Зенит» забил один гол в десяти матчах, в 1941 году сыграл 8 аннулированных матчей. В 1946 году забил три гола в составе «Динамо» Свердловск, в 1946—1948 годах играл за ленинградский ДО.
После окончания карьеры игрока — представитель судейско-инспекторского корпуса (Свердловск).